# Mileewa shirozui
Mileewa shirozui är en insektsart som beskrevs av Hajime Ishihara 1965. Mileewa shirozui ingår i släktet Mileewa och familjen dvärgstritar. Inga underarter finns listade i Catalogue of Life.